# در باغ سبز
درِ باغِ سبز (انگلیسی: The Candy Trail) یک فیلم کمدی صامت کوتاه به کارگردانی ویلارد لوئیس است که در سال ۱۹۱۶ منتشر شد. از بازیگران این فیلم می‌توان به اولیور هاردی اشاره کرد.